# 양정역 (상주)
양정역(楊亭驛)은 경상북도 상주시 외서면 연봉리에 있었던 경북선의 역이다. 역명과는 달리 양정리가 아닌 연봉리에 위치한다.
현재는 폐역이나, 아직까지도 승강장 흔적이 남아있다.

## 역명 유래
역 인근 외서면 양정리에서 유래하였다. 양정리의 양정은 공갈못가에 버드나무가 자연적으로 정자를 이룬것이 그대로 동명이 된 것이다.

## 연혁
- 1927년 5월 1일 : 보통역으로 영업 개시[2]
- 1972년 6월 1일 : 을종승차권대매소로 지정
- 1972년 7월 20일 : 배치간이역에서 무배치간이역으로 변경[3]
- 1974년 3월 11일 : 소화물 취급 중지
- 1980년 4월 1일 : 무배치간이역으로 격하
- 2004년 4월 1일 : 여객열차 무정차 통과
- 2006년 6월 23일 : 폐역[4]